# Хамза Салех
Хамза Салех (араб. حمزة صالح‎, нар. 19 квітня 1967) — саудівський футболіст, що грав на позиції півзахисника за клуб «Аль-Аглі», а також національну збірну Саудівської Аравії, у складі якої ставав володарем Кубка Азії з футболу та був учасником двох чемпіонатів світу.

## Клубна кар'єра
На клубному рівні грав за «Аль-Аглі» з Джидди.

## Виступи за збірну
1992 року дебютував в офіційних матчах у складі національної збірної Саудівської Аравії. Протягом кар'єри у національній команді, яка тривала 7 років, провів у формі головної команди країни 40 матчів, забивши 1 гол.
За цей час став учасником двох чемпіонатів світу — 1994 року у США, де саудівці неочікувано подолали груповий етап і вийшли до плей-оф, та 1998 року у Франції, де команда пройти груповий етап не змогла. На обох мундіалях провів по три гри.
Також включався до складу збірної для участі у переможному для неї Кубку Азії 1996 року та у трьох розіграшах Кубка конфедерацій — у 1992, 1995 і 1997 роках, щоправда на цих турнірах зазвичай лишався на лавці для запасних, вийшовши на поле лише в одній грі на КК-1995.

## Титули і досягнення
- Володар Кубка Азії з футболу: 1996
- Срібний призер Кубка Азії: 1992